# Dorotea (namn)

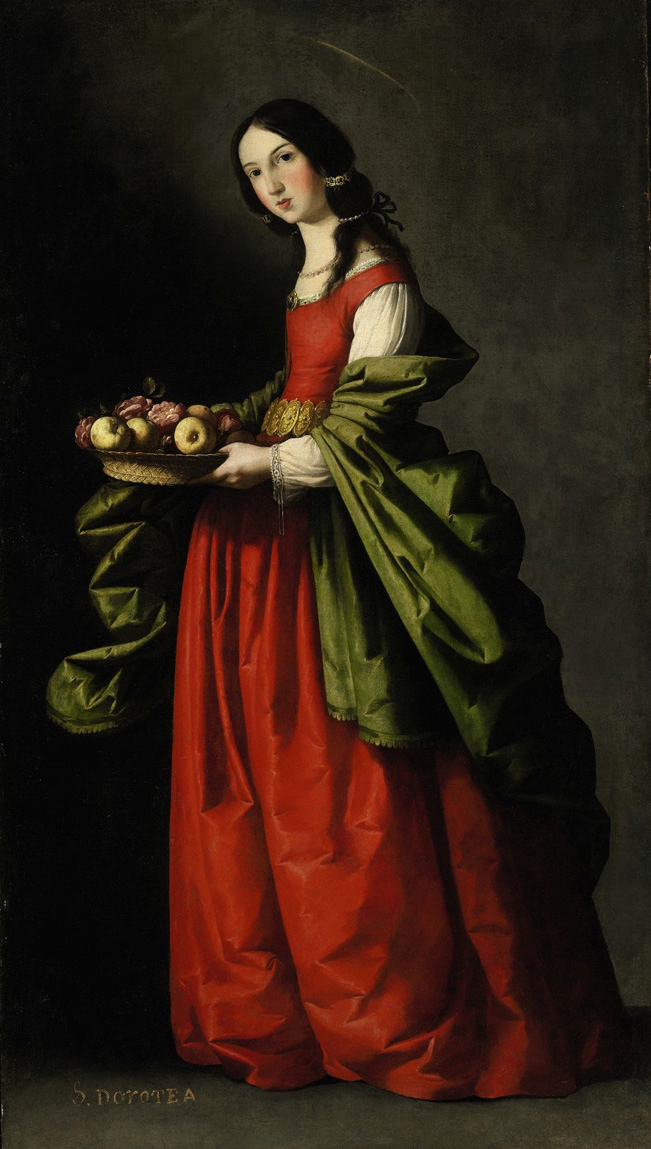
Sankta Dorotea

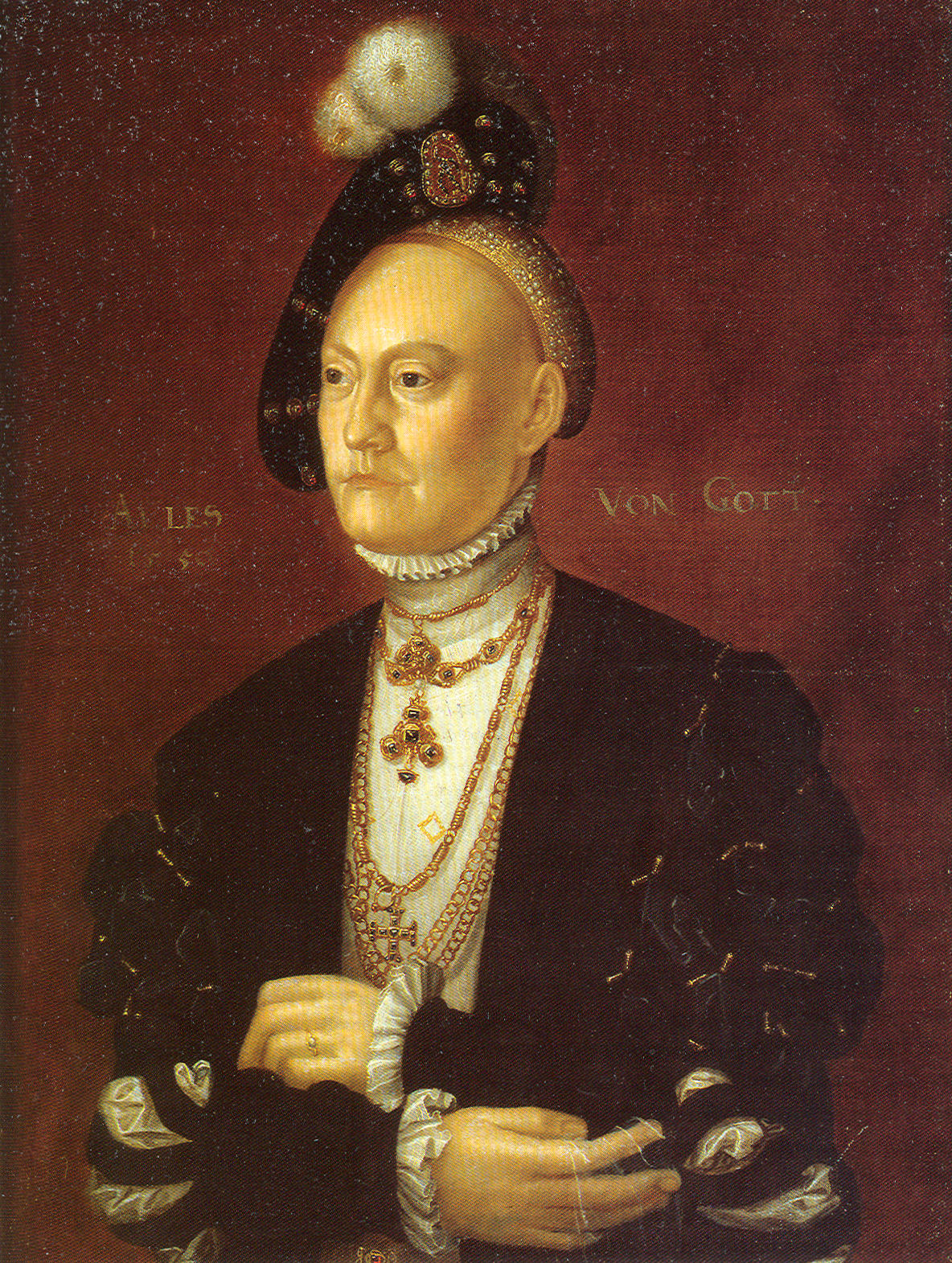
Dorothea av Sachsen–Lauenburg, hustru till Kristian III av Danmark

Kvinnonamnet Dorotea eller Dorothea är ett grekiskt namn som är sammansatt av orden 'doron' (gåva) och 'theos' (gud). Namnet har funnits i Sverige sedan 1400-talet. Den engelska formen är Dorothy. Kortformer av namnet är Dora och Tea.
Namnet var ganska populärt i Sverige mot slutet av 1800-talet men har sedan aldrig varit särskilt vanligt.[källa behövs]
Den 31 december 2014 fanns det totalt 2 795 kvinnor folkbokförda i Sverige med namnet Dorotea eller Dorothea, varav 339 bar det som tilltalsnamn.
Namnsdag: 6 februari. I den finlandssvenska namnsdagslängden har Dorotea namnsdag 6 februari sedan starten 1929, då en egen namnsdagskalender togs i bruk för finlandssvenskar.

## Personer med namnet Dorotea eller Dorothea

### Helgon
- Dorotea (helgon) (ca 290–305 eller 311) kristen martyr
- Dorothea av Montau (1347–1394) katolskt helgon

### Kungligheter, furstar etc
- Dorotea av Brandenburg (ca 1430–1495) Danmarks, Norges och Sveriges drottning
- Dorotea av Danmark (hertiginna av Preussen) (1504–1547)
- Dorothea av Sachsen-Lauenburg (1511–1571) dansk och norsk drottning
- Dorotea av Danmark (1520–)1580 prinsessa av Danmark, Norge och Sverige
- Dorotea av Danmark (1528–1575) prinsessa
- Dorothea Sophie av Sachsen-Altenburg (1587–1645) tysk abbedissa och tysk-romersk furstinna
- Dorothea av Sachsen-Lauenburg (1511–1571), drottning av Danmark och Norge
- Dorothea av Sachsen (1563–1587), hertiginna av Braunschweig-Wolfenbüttel
- Dorothea av Sachsen (1591–1617), abbedissa av stiftet Quedlinburg
- Dorothea av Sachsen-Altenburg (1601–1675), hertiginna av Sachsen-Eisenach
- Dorothea Maria av Sachsen-Weimar (1641–1675), hertiginna av Sachsen-Zeitz
- Dorothea Sophie av Sachsen-Altenburg (1587–1645), abbedissa av stiftet Quedlinburg
- Dorothea Wilhelmine av Sachsen-Zeitz (1691–1743),lantgrevinna av Hessen-Kassel
- Dorothea Sofia av Neuburg (1670, död 15 september 1748) hertiginna av Parma

### Övriga
- Dorothea Biehl, dansk författare
- Dorotea Bromberg, svensk bokförläggare
- Dorotea Bucca, italiensk professor
- Dorothea Douglass Chambers, brittisk tennisspelare
- Dorothea Dunckel, svensk författare
- Dorothea Erxleben, tysk doktor i medicin
- Dorotea van Fornenbergh, nederländsk skådespelerska
- Dorothea Jordan, irländsk skådespelerska
- Dorothea Krag, dansk generalpostmästare
- Dorothea Lange, amerikansk fotograf
- Dorothea von Lieven, rysk furstinna
- Dorothea Maria Lösch, Sveriges första kvinnliga kapten
- Dorothea von Medem, baltisk salongsvärd och diplomat
- Dorothea von Rodde-Schlözer, tysk akademiker
- Dorothea von Velen, mätress till Johan Vilhelm av Pfalz och en reformator av kvinnors rättigheter.
- Dorothea Wierer, italiensk skidskytt.